# Partito Forza Popolare
Il Partito Forza Popolare (in spagnolo: Partido Fuerza Popular) (PFP) è stato un partito politico messicano.
Fu creato nel 1945 come braccio politico-elettorale dell'Unione Nazionale Sinarchista. Partecipò alle elezioni del 1946 candidando Jesús Agustín Castro. Ottenne la registrazione il 13 maggio 1946. Fu la rappresentazione elettorale dell'Unione Nazionale Sinarchista, movimento politico ultranazionalista e cattolico che era ispirato ai movimenti fascisti europei, specialmente alla FE de las JONS di Spagna. Per ottenere la registrazione, dovette eliminare dei suoi precetti come il "combattere per l'indissolubilità del matrimonio e il suo valore sacro" o il "che la sfera di azione della Chiesa cattolica non fosse limitata al recinto dei templi". La sua registrazione gli fu cancellata per aver violato varie frazioni dell'articolo 24 della Legge Elettorale Messicana e aver portato a capo manifestazioni che, a giudizio del regime rivoluzionario del PRI, mettevano a rischio l'ordine pubblico, oltre a identificarlo con pratiche fasciste come le sue marce, simboli, bandiere e inni. Dagli inizi il Partito Forza Popolare partecipò a varie elezioni locali in coalizione con il Partito Azione Nazionale, partito i cui principi iniziali comprendevano il nazionalismo ispanico in Messico, la dottrina sociale cristiana e fino a un certo punto l'integralismo cattolico.

## Dissoluzione
Il partito fu sciolto con la scusa che, a dicembre 1948, militanti dell'UNS-Partito Forza Popolare decisero di collocare un cappuccio nero sulla testa dell'effigie dell'ex presidente liberale Benito Juárez, nell'emiciclo dedicato alla sua memoria a Città del Messico. Il maestro di cerimonia, vestito in maniera simile alle SA, con camicia stile militare verde oliva e con un braccialetto rosso, facendo allusione alla bandiera sinarchista, disse: "Non vogliamo vederlo, né che si veda", atto seguito dagli assistenti che fecero il saluto sinarchista e intonarono il suo inno. In risposta ufficiale il governo dichiarò il 21 marzo giorno di riposo obbligatorio, per essere l'anniversario della nascita di Juárez.
Allo scomparire del PFP la maggioranza dei suoi membri continuarono a militare nell'Unione Nazionale Sinarchista. Molti dei suoi membri, senza smettere di militare nell'UNS, entrarono nel Partito Azione Nazionale perché lo trovavano affine almeno in principi di dottrina e ideologia e il resto si unì ad altre organizzazioni cattoliche e conservatrici per formare nel 1952 il Partito Nazionalista Messicano, il quale finì per essere un partito satellite del governo del Partito Rivoluzionario Istituzionale (detto governo priista). La formazione nazionalista-fascista continuò a influenzare la politica messicana fino agli anni 1970.